# Gases dissolvidos no oceano
Em oceanografia, o termo gases dissolvidos no oceano é comumente usado para referir-se ao conjunto de todos os gases que estão presentes na água do mar. Ao comparar-se a composição dos gases presentes na atmosfera e na água do mar, pode-se notar uma clara semelhança. Na atmosfera, há a predominância dos gases nitrogênio (N2) (78,1%) e oxigênio (20,9%), enquanto nos oceanos esses mesmos gases representam aproximadamente 84% dos gases dissolvidos. Como há diferenças entre as solubilidades nesses dois meios, a água do mar apresenta menor proporção de gases dissolvidos em relação ao ar atmosférico. Oxigênio (O2) e dióxido de carbono (CO2) são os gases mais estudados no oceano devido à grande importância dos mesmos para os organismos. Contudo, para entender o comportamento dos gases dissolvidos, é primordial estudar a dinâmica dos gases inertes (por exemplo: argônio (Ar), hélio (He), neônio (Ne)), ou seja, aqueles que não reagem bioquimicamente e variam apenas em função das forçantes físico-químicas do meio, com destaque para a interação oceano-atmosfera.

### Abióticas
A principal fonte de gases dissolvidos para os oceanos é a atmosfera. Os gases são transferidos da atmosfera para a coluna de água a partir de processos difusivos, sendo essa taxa de transferência variável dependendo das condições locais. Em geral, os gases dissolvidos na água do mar podem possuir mais de uma fonte abiótica. Além da atmosfera, feições no relevo oceânico, como fontes hidrotermais e vulcões submarinos, também contribuem com o aporte de gases para os oceanos (por exemplo, sulfeto de hidrogênio). Os gases também podem ser formados no oceano através de decaimento radioativo de elementos instáveis como, por exemplo, tório-232 (232Th), urânio-235 (235U) e urânio-238 (238U), que dão origem ao gás nobre hélio a partir de decaimento alfa.

### Bióticas
Dentre os processos biológicos que afetam os gases dissolvidos na água do mar, os mais importantes são fotossíntese e respiração. Os organismos vivos consomem oxigênio (O2) e liberam dióxido de carbono (CO2) durante a respiração, enquanto os organismos autotróficos efetuam o inverso durante a fotossíntese:
Durante a fotossíntese, a reação química acima ocorre da esquerda para a direita. Há o consumo de doze moléculas de água (H2O) e seis de dióxido de carbono (CO2), formando seis moléculas de oxigênio (O2), uma de glicose (C6H12O6) e seis de água (H2O). Já a respiração se dá quando essa mesma reação é deslocada para a esquerda, havendo o consumo do oxigênio dissolvido e liberando dióxido de carbono na coluna de água do oceano.
A decomposição da matéria orgânica também contribui para alterar as concentrações desses gases. A presença de matéria orgânica morta (isto é, detritos) na água do mar faz com que a reação acima seja deslocada para a esquerda por processos bacterianos de degradação, consumindo oxigênio e liberando dióxido de carbono e provocando o aumento da concentração deste último na água do mar. Outros processos bacterianos também podem alterar as concentrações dos gases dissolvidos no oceano, como por exemplo a desnitrificação, que reduz o nitrato (NO3-) presente na água para nitrogênio molecular (N2).

## Classificação quanto à reatividade
Os gases dissolvidos nos oceanos podem ser classificados, quanto a sua reatividade, em conservativos (isto é, não reativos) e não conservativos (isto é, reativos). Os gases conservativos são nitrogênio (N2) e os gases nobres hélio (He), neônio (Ne), argônio (Ar), criptônio (Kr), xenônio (Xe) e radônio (Rn). Já os principais gases não conservativos são oxigênio (O2), dióxido de carbono (CO2), monóxido de carbono (CO), hidrogênio (H2), metano (CH4) e óxido nitroso (N2O).
Gases inertes (isto é, não reativos) apresentam concentrações iguais ou próximas aos seus equivalentes atmosféricos, variando apenas em função de forçantes físicas (por exemplo: temperatura, salinidade). Por outro lado, a concentração de gases bioativos (isto é, reativos) varia também através de forçantes químicas e biológicas (por exemplo: processos fotoquímicos, respiração, fotossíntese) além da variação em função de forçantes físicas.

## Interação oceano-atmosfera
A atmosfera e o oceano formam um sistema interdependente, no qual um influencia o outro. Na interface ar-mar, há uma fina camada laminar (20 a 200 µm de espessura) na qual ocorre a difusão de gases entre esses dois fluidos geofísicos. Essa transferência se dá de forma lenta e gradual porque se trata de um processo que ocorre em nível molecular. A ação dos ventos causa turbulência na superfície do oceano e aumenta a taxa de transferência de gases através da interface oceano-atmosfera, pois os ventos diminuem a espessura da camada laminar. Outro fator importante para a transferência de gases nessa interface é a diferença de concentração do gás entre a atmosfera e o oceano. 
A pressão total de gases em um fluido é igual ao somatório das pressões parciais de cada gás nesse fluido. Em condições de equilíbrio, a Lei de Henry relaciona a pressão parcial de um determinado gás na atmosfera com a sua respectiva concentração no oceano a partir de uma constante de proporcionalidade direta (ki). A magnitude dessa constante depende da natureza do gás e de características físicas da água do mar (temperatura, salinidade e pressão). A Lei de Henry pode ser expressa da seguinte maneira:
onde {\displaystyle P_{i}} é a pressão parcial do gás, {\displaystyle K_{i}} é a constante da Lei de Henry e {\displaystyle [i]} é a concentração do gás.
Devido à natureza dinâmica do oceano e da atmosfera, existe uma constante troca de gases através da interface oceano-atmosfera. O sentido de transferência de um gás depende da relação entre suas pressões parciais na atmosfera e na coluna de água. Por exemplo, se pressão parcial do gás for maior na atmosfera do que no oceano, o fluxo do gás ocorrerá no sentido atmosfera → oceano. Gases biogênicos causam um desequilíbrio de concentração na água do mar, pois são influenciados pelas atividades de respiração e fotossíntese, por exemplo. Esses fatores acabam por influenciar o fluxo desses gases na interface ar-mar, visto que o sistema marinho tende sempre a buscar um estado de equilíbrio com a atmosfera.
De acordo com a lei de difusão molecular, o fluxo de massa na interface oceano-atmosfera se dará pela diferença de concentrações, no qual esse fluxo pode ser calculado pela seguinte equação:
Onde {\displaystyle F} é o fluxo do gás em uma determinada área e intervalo de tempo, {\displaystyle K_{t}} é a constante de transferência, {\displaystyle [i]_{atm}} e {\displaystyle [i]_{aq}} são as concentrações do gás na atmosfera e na água, respectivamente, e {\displaystyle K_{i}} é a constante da Lei de Henry.

## Solubilidade e saturação
A solubilidade de um gás na água do mar depende fortemente de temperatura, salinidade e pressão. Baixas temperaturas fazem com que a água suporte maiores concentrações de gases dissolvidos em seu estado de equilíbrio, ocorrendo o inverso para altas temperaturas. Assim, áreas que recebem maior incidência de raios solares na superfície da Terra (por exemplo: águas tropicais) têm menor capacidade de solubilizar gases. Verticalmente, a temperatura da água do mar decresce com a profundidade, fazendo com que a solubilidade de gases aumente em direção ao fundo marinho.
Com o aumento da salinidade, os espaços entre moléculas de água - que poderiam ser ocupados por gases - são ocupados por sais. Assim, a salinidade, de forma semelhante à temperatura, também possui uma relação inversa com a solubilidade. Quanto maior a salinidade, menor é a solubilidade de um gás na água do mar. Por outro lado, a variação de pressão na coluna de água influencia proporcionalmente a solubilidade do gás. Com o aumento da pressão no oceano, a solubilidade de um gás na água também aumenta.
O percentual de saturação de um gás na água do mar pode ser calculado conforme a seguir:
onde {\displaystyle \sigma _{i}} é o percentual de saturação do gás na água do mar, {\displaystyle [i]} é a concentração medida do gás na água e {\displaystyle [i]^{*}} é a concentração de saturação do gás na água. Esta varia no oceano em função da temperatura, salinidade e pressão da coluna de água.
A partir dessa expressão pode-se determinar se a água do mar encontra-se subsaturada, saturada ou supersaturada em relação ao gás. Quando o valor de σi é menor que 100%, a água está subsaturada em relação ao gás, facilitando a transferência no sentido atmosfera → oceano. Quando a saturação é igual a 100%, a água do mar encontra-se em equilíbrio termodinâmico com a atmosfera. Este estado de saturação é o limite de dissolução do gás. Em casos específicos, o percentual de saturação pode ser maior que 100%, indicando supersaturação do gás na água do mar. A atividade biológica é um dos principais fatores da sub ou supersaturação de gases reativos. Um gás que é gerado na coluna de água irá ocasionalmente tornar essa água supersaturada em relação a esse gás, fazendo com que o mesmo seja transferido para a atmosfera. Da mesma forma, tomando como exemplo o dióxido de carbono durante uma ocasião propícia à fotossíntese, a atividade fitoplanctônica consumirá grande parte desse gás dissolvido na água, tornando-a subsaturada e facilitando a transferência de novas moléculas de dióxido de carbono da atmosfera em direção à coluna de água. 

## Principais gases dissolvidos no oceano

### Nitrogênio (N2)
O nitrogênio (N2) é o principal gás dissolvido na água do mar. Cianobactérias podem realizar a fixação do nitrogênio dissolvido na água do mar, removendo-o da coluna de água. Entretanto, esse processo pouco afeta a concentração do nitrogênio dissolvido na água devido à sua elevada solubilidade. A variação da concentração de nitrogênio na água em decorrência de sua fixação por cianobactérias é semelhante ao erro analítico da medição desse gás na água. Por esse motivo, o nitrogênio é considerado um gás conservativo no oceano. 

### Dióxido de carbono (CO2)
O dióxido de carbono é muito solúvel na água, consistindo em 15% dos gases dissolvidos no oceano. Sendo assim, o oceano é naturalmente um grande reservatório de dióxido de carbono na superfície do planeta. Contudo, por ser um gás reativo, dependendo das atividades biológicas em determinada área, o oceano superficial pode funcionar como emissor de dióxido de carbono para a atmosfera ou atuar como absorvedor, ou seja, sumidouro do gás presente na atmosfera. Isso se dará em função do balanço entre respiração e fotossíntese. Em locais em que há a predominância da respiração sobre as atividades fotossintetizantes, a coluna de água superficial se tornará supersaturada de dióxido de carbono, fazendo com que esse gás seja transferido para a atmosfera, o que acontece, por exemplo, em ambientes costeiros eutróficos.
Em geral, o oceano superficial assume o papel de absorvedor, visto que devido à presença da luz solar nos primeiros metros da coluna de água, há grande atividade fitoplanctônica, consumindo o dióxido de carbono da água e tornando-a propícia à dissolução de mais gás proveniente na atmosfera. Com o crescimento da preocupação com o aumento do dióxido de carbono atmosférico, o oceano vem sendo muito estudado como uma possível solução temporária e vários experimentos de fertilização com ferro (por exemplo, IronEx I e II) foram realizados para avaliar a eficácia dos oceanos como sumidouro desse gás. Contudo, devido à grande imprecisão de efeitos futuros que esses experimentos poderiam causar ao ciclos biogeoquímicos, todos os experimentos de adição artificial de ferro no oceano foram proibidos e foi determinado que apenas investigações laboratoriais ou em áreas com aporte natural sazonal de ferro poderiam ser efetuadas.
Devido ao efeito tampão, o pH da água do mar não varia muito (7,8 a 8,2) e é controlado pelo dióxido de carbono. Essa estabilidade no pH da água do mar faz com que os organismos marinhos, em geral, não estejam adaptados a grandes mudanças nessa propriedade. Assim, uma maior absorção de dióxido de carbono atmosférico pelo oceano diminui o pH da água - um fenômeno conhecido como acidificação do oceano. Pelo fato dos organismos marinhos não tolerarem grandes mudanças de pH, uma diminuição deste provoca alterações na espessura de carapaças de organismos secretores de carbonato de cálcio, por exemplo.

### Oxigênio (O2)
O oxigênio representa aproximadamente 36% dos gases dissolvidos no oceano global, sendo proveniente de processos fotossintéticos realizados por vegetais marinhos, além da difusão a partir da interface oceano-atmosfera. Por ser um gás altamente reativo, sendo inclusive indispensável para a maior parte da vida marinha, sua concentração na água do mar varia tanto em função da circulação das massas de água quanto pela relação fotossíntese-respiração e oxidação da matéria orgânica. 
Durante o consumo de uma molécula de oxigênio na respiração há a formação de uma molécula de dióxido de carbono, fazendo com que haja uma relação direta entre as concentrações de oxigênio dissolvido e o pH da água. Assim, ambientes com maiores concentrações de oxigênio são menos ácidos. Durante a oxidação da matéria orgânica, as bactérias consomem o oxigênio da coluna de água, diminuindo sua concentração. 

### Óxido nitroso (N2O)
O óxido nitroso (N2O) é um gás não conservativo no oceano. Ele consiste em um caso especial de gás produzido durante processos de remineralização da matéria orgânica, como um subproduto secundário da oxidação do nitrogênio orgânico. Concentrações elevadas de óxido nitroso na coluna de água tendem a ser observadas na base da termoclina permanente, onde os níveis de oxigênio são bem reduzidos.

### Metano (CH4)
O metano (CH4) é um gás não conservativo no oceano. Semelhantemente ao monóxido de carbono, ele também pode ser liberado na coluna de água a partir da degradação bacteriana da matéria orgânica. O metano existente no assoalho oceânico é liberado naturalmente em áreas onde existe exsudações de hidrocarbonetos, fontes hidrotermais ou decomposição de hidratos de metano. Esse gás também pode ser liberado por ação antrópica durante a exploração de óleo e gás no leito marinho. Estudos recentes mostraram que o metano liberado na coluna de água a partir do sedimento tende a ser consumido por microorganismos na coluna de água antes de chegar à superfície do oceano.

### Hélio (He)
O hélio é um gás conservativo no oceano, fazendo com que sua concentração na água do mar seja alterada somente por processos físicos. O aporte de hélio na coluna de água ocorre a partir de fontes variadas, como fluidos de fontes hidrotermais, decaimento radioativo e adição atmosférica, fazendo com que sua distribuição global varie muito dependendo de características pontuais.